# FIH Hockey World League/2016–2017
Die dritte Ausgabe der FIH Hockey World League startete am 9. April 2016 in Singapur und endete am 10. Dezember 2017 in Bhubaneswar (Indien). Diese Ausgabe dient als Qualifikation für die Feldhockey-Weltmeisterschaft der Damen 2018 in London als auch für die Feldhockey-Weltmeisterschaft der Herren 2018 in Indien.

## Format
- Runde 1 ist in der Teilnehmer- und Turnierzahl nicht begrenzt. Der Modus hängt davon ab wie viele Nationen an einem individuellen Turnier teilnehmen.
- Runde 2 besteht aus drei Turnieren zu je acht Nationen. Sowohl die Gastgeber als auch die in der Weltrangliste als 11. bis 20. platzierten Nationen sind bereits qualifiziert. Ein Turnier setzt sich zusammen aus einer Gruppenphase mit zwei Vierer-Gruppen und einer Platzierungsphase mit Viertelfinale.
- Semifinale sind zwei Turniere mit jeweils zehn Teilnehmern. In Abhängigkeit von den Kontinentalmeistern qualifizieren sich die ersten fünf bis acht eines Turnieres für die Hockey-Weltmeisterschaft 2018.[3] Der Gastgeber und die Nationen auf den Plätzen 1-11 der Weltrangliste sind bereits im Voraus qualifiziert. Der Modus eines Turnieres setzt sich zusammen aus einer Gruppenphase mit zwei Fünfer-Gruppen und einer Platzierungphase mit Viertelfinale.
- Das Finalturnier findet mit acht Teilnehmern statt. Der Modus besteht aus einer Gruppenphase mit Vierer-Gruppen und einer Platzierungsphase mit Viertelfinale.

### Besondere Punkte-Regel
In Runde 1 und 2 gibt es kein Unentschieden. Sollten nach regulärer Spielzeit beide Mannschaften gleich viele Tore erzielt haben, wird ein „Shoot Out“ gespielt. Der Sieger erhält dann zwei Punkte und der Verlierer einen Punkt. Für einen Sieg nach regulärer Spielzeit gibt es nach wie vor drei Punkte.

## Damen
Der Wettbewerb der Damen wurde in insgesamt 13 individuellen Turnieren in 13 verschiedenen Ländern ausgespielt.

### Runde 1
In insgesamt sieben Turnieren wurde die erste Runde der Hockey World League ausgetragen. Die Veranstalter wurden von der FIH am 9. Oktober 2015 bekanntgegeben. Bei sechs dieser Turniere wurde parallel auch ein Herrenturnier veranstaltet. Aus den insgesamt 32 teilnehmenden Nationen qualifizierten sich 16 für die zweite Runde.
| Zeitraum                        | Ort                         | Teilnehmer (Weltranglistenplatzierung)                                                                                             |
| ------------------------------- | --------------------------- | --- |
| 9. – 17. April 2016             | Singapur                    | 1. Thailand (38), 2. Kasachstan (32), 3. Singapur (44), 4. Hongkong (39), 5. Sri Lanka (46), 6. Brunei (NP) und 7. Kambodscha (NP) |
| 27. Juni – 2. Juli 2016         | Suva 1, Fidschi             | 1. Fidschi (54), 2. Papua-Neuguinea (59), 3. Salomonen (NP) und 4. Tonga (NP)                                                      |
| 30. August – 4. September 2016  | Prag, Tschechische Republik | 1. Tschechien (35), 2. Polen (24), 3. Ukraine (26), 4. Litauen (33) und 5. Türkei (36)                                             |
| 9. – 11. September 2016         | Accra, Ghana                | 1. Ghana (31), 2. Kenia (37) und 3. Nigeria (NP)                                                                                   |
| 13. – 18. September 2016        | Douai, Frankreich           | 1. Russland (25), 2. Wales (34), 3. Frankreich (23), 4. Österreich (28) und 5. Schweiz (40)                                        |
| 27. September – 2. Oktober 2016 | Salamanca, Mexiko           | 1. Mexiko (27), 2. Trinidad und Tobago (30) und 3. Guatemala (66)                                                                  |
| 30. September – 8. Oktober 2016 | Chiclayo, Peru              | 1. Uruguay (29), 2. Chile (22), 3. Brasilien (49), 4. Paraguay (NP) und 5. Peru (NP)                                               |

### Runde 2
Am 9. September 2015 gab die FIH die Veranstalter der zweiten Runde bekannt. In dem Zeitraum vom 14. Januar bis zum 2. April werden insgesamt drei Turniere ausgetragen. Die Teilnehmer setzen sich zusammen aus den Veranstaltern, den fünf Nationen, die sich über die Weltrangliste qualifizieren konnten und 16 Qualifikanten aus der ersten Runde. Die jeweils ersten zwei der Turniere qualifizieren sich direkt. Zusätzlich kommen die aus den Drittplatzierten die zwei besten in der Weltrangliste, eine Runde, weiter.
| Zeitraum              | Ort                    | Teilnehmer (Weltranglistenplatzierung) |
| --------------------- | ---------------------- | --- |
| 14. – 22. Januar 2017 | Kuala Lumpur, Malaysia | 1. Irland (14), 2. Malaysia (21), 3. Italien (16), 4. Wales (34), 5. Thailand (37), 6. Singapur (44), 7. Kasachstan (32) und 8. Hongkong (40) |
| 4. – 12. Februar 2017 | Valencia, Spanien      | 1. Spanien (15), 2. Polen (24), 3. Schottland (17), 4. Ukraine (26), 5. Tschechien (35), 6. Russland (25), 7. Türkei (36) und 8. Ghana (31)   |
| 1. – 9. April 2017    | Vancouver, Kanada      | 1. Indien (13),2. Chile (22), 3. Belarus (18), 4. Uruguay (29), 5. Kanada (20), 6. Mexiko (27), 7. Trinidad und Tobago (30)                   |

### Semifinale
Die Veranstalterverbände der Semifinale wurden bereits am 8. November 2013 bekanntgegeben. Bei den Damen wurden ursprünglich Belgien und Argentinien als Austragungsländer bestimmt. Jedoch gab Argentinien die Ausrichtung, aus nicht weiter bekannten Gründen, wieder zurück. Am 4. Oktober 2016 bekannt gegeben, dass dieses Turnier in Johannesburg, Südafrika stattfinden wird. Die Semifinale fungieren auch als Qualifikationsturniere für die Weltmeisterschaft 2018 in London, Vereinigtes Königreich. Teilnehmer der Semifinale waren, neben den Gastgebern, die über die Weltranglisten qualifizierten Nationen, und die acht Qualifikanten aus der zweiten Runde.
| Zeitraum                | Ort                     | Teilnehmer (Weltranglistenplatzierung) |
| ----------------------- | ----------------------- | --- |
| 21. Juni – 2. Juli 2017 | Brüssel, Belgien        | 1. Niederlande (1), 2. Volksrepublik China (8), 3. Neuseeland (5), 4. Südkorea (9), 5. Australien (4), 6. Italien (16), 7. Spanien (15), 8. Belgien (12), 9. Schottland (17), 10. Malaysia (21) |
| 8. – 23. Juli           | Johannesburg, Südafrika | 1. Vereinigte Staaten (6), 2. Deutschland (7), 3. England (2), 4. Argentinien (3), 5. Südafrika (11), 6. Japan (10), 7. Irland (14), 8. Indien (14), 9. Chile (22), 10. Polen (24)              |

### Finale
Auckland, Neuseeland wurde am 15. März 2014 als Austragungsort für die Finalrunde der World League, vom Weltverband, nominiert. Die ersten Vier beider Semifinale waren teilnahmeberechtigt.
| Zeitraum                | Ort                  | Teilnehmer (Weltranglistenplatzierung) |
| ----------------------- | -------------------- | --- |
| 18. – 26. November 2017 | Auckland, Neuseeland | 1. Niederlande (1), 2. Neuseeland (5), 3. Südkorea (9), 4. England (2), 5. Argentinien (3), 6. Deutschland (7), 7. Vereinigte Staaten (6), 8. Volksrepublik China (8) |

## Herren
Der Wettbewerb der Herren wurde in insgesamt 14 individuellen Turnieren in 14 verschiedenen Ländern ausgespielt.

### Runde 1
In insgesamt acht Turnieren wurde die erste Runde der Hockey World League ausgetragen. Die Veranstalter wurden von der FIH am 9. Oktober 2015 bekanntgegeben. Bei 6 dieser Turniere wurde parallel auch ein Damenturnier veranstaltet. Aus den insgesamt 43 teilnehmenden Nationen, qualifizierten sich 13 für die zweite Runde.
| Zeitraum                        | Ort                             | Teilnehmer (Weltranglistenplatzierung) |
| ------------------------------- | ------------------------------- | --- |
| 9. – 17. April 2016             | Singapur                        | 1. Volksrepublik China (31), 2. Sri Lanka (40), 3. Thailand (58), 4. Singapur (38), 5. Hongkong (50), 6. Kasachstan (68), 7. Myanmar (NP), 8. Brunei (NP) und 9. Vietnam (NP) |
| 28. Juni – 2. Juli 2016         | Suva 3, Fidschi                 | 1. Fidschi (64), 2. Vanuatu (75), 3. Papua-Neuguinea (62), 4. Salomonen (NP) und 5. Tonga (NP)                                                                                |
| 30. August – 4. September 2016  | Prag, Tschechische Republik     | 1. Ukraine (24), 2. Italien (32), 3. Belarus (35), 4. Tschechien (23), 5. Zypern (63) und 6. Litauen (73)                                                                     |
| 6. – 11. September 2016         | Glasgow, Vereinigtes Königreich | 1. Wales (36), 2. Schottland (27), 3. Schweiz (33), 4. Portugal (47) und 5. Slowakei (53)                                                                                     |
| 9. – 11. September 2016         | Antalya, Türkei                 | 1. Österreich (22), 2. Oman (21), 3. Türkei (51) und 4. Katar (NP) |
| 9. – 11. September 2016         | Accra, Ghana                    | 1. Ghana (41), 2. Kenia (39), 3. Nigeria (NP) und 4. Namibia (NP) |
| 27. September – 2. Oktober 2016 | Salamanca, Mexiko               | 1. Vereinigte Staaten (26), 2. Barbados (43), 3. Mexiko (34) und 4. Guatemala (71)                                                                                            |
| 1. – 9. Oktober 2016            | Chiclayo, Peru                  | 1. Chile (25), 2. Venezuela (65), 3. Uruguay (44), 4. Paraguay (NP), 5. Peru (NP) und 6. Ecuador (NP)                                                                         |

### Runde 2
Am 9. September 2015 gab die FIH die Veranstalter der zweiten Runde bekannt. In dem Zeitraum vom 14. Januar bis zum 2. April wurden insgesamt drei Turniere ausgetragen. Die Teilnehmer setzten sich zusammen aus den Veranstaltern, den sieben Nationen, die sich über die Weltrangliste qualifizierten konnten, und 14 Qualifikanten aus der ersten Runde. Die jeweils ersten Zwei der Turniere qualifizierten sich direkt. Zusätzlich kamen die aus den Drittplatzierten die zwei Besten in der Weltrangliste eine Runde, weiter.
| Zeitraum                 | Ort                          | Teilnehmer (Weltranglistenplatzierung) |
| ------------------------ | ---------------------------- | --- |
| 4. – 12. März 2017       | Dhaka, Bangladesch           | 1. Malaysia (12), 2. Volksrepublik China (31), 3. Ägypten (20), 4. Oman (21), 5. Bangladesch (30), 6. Ghana (41), 7. Sri Lanka (40) und 8. Fidschi (64)       |
| 11. – 19. März 2017      | Dublin, Irland               | 1. Irland (14), 2. Frankreich (18), 3. Schottland (27), 4. Wales (36), 5. Österreich (22), 6. Polen (17), 7. Italien (32) und 8. Ukraine (24)                 |
| 25. März – 2. April 2017 | Tacarigua, Trinidad & Tobago | 1. Japan (16), 2. Kanada (15), 3. Vereinigte Staaten (26), 4. Russland (19), 5. Trinidad und Tobago (29), 6. Schweiz (33), 7. Chile (25) und 8. Barbados (43) |

### Semifinale
Die Veranstalterverbände der Semifinale wurden bereits am 8. November 2013 bekanntgegeben. Bei den Herren wurden London und Argentinien als Austragungsländer bzw. -orte bestimmt. Wie auch bei den Damen gab der argentinische Verband die Austragung wieder zurück. Am 4. Oktober 2016 gab der internationale Verband bekannt, dass das Semifinale in Johannesburg, Südafrika stattfinden wird. Die Semifinale fungierten auch als Qualifikationsturniere für die Weltmeisterschaft 2018 in Bhubaneswar, Indien. Teilnehmer der Semifinale waren, neben den Gastgebern, die über die Weltranglisten qualifizierten Nationen, und die neun Qualifikanten aus der zweiten Runde.
| Zeitraum            | Ort                            | Teilnehmer (Weltranglistenplatzierung) |
| ------------------- | ------------------------------ | --- |
| 15. – 25. Juni 2017 | London, Vereinigtes Königreich | 1. Niederlande (3), 2. Argentinien (2), 3. England (7), 4. Malaysia (14), 5. Kanada (12), 6. Indien (6), 7. Pakistan (13), 8. Volksrepublik China (18), 9. Südkorea (11), 10. Schottland (28) |
| 8. – 23. Juli 2017  | Johannesburg, Südafrika        | 1. Belgien (5), 2. Deutschland (4), 3. Australien (1), 4. Spanien (9), 5. Irland (10), 6. Neuseeland (8), 7. Frankreich (17), 8. Ägypten (20), 9. Südafrika (15), 10. Japan (16)              |

### Finale
Gleichzeitig mit der Bekanntgabe der Semifinale im Jahr 2013 wurde auch der Austragungsverband für das Finalturnier bestimmt. Indien wird zum dritten Mal das Finale veranstalten. Der Austragungsort war das Kalinga Hockey Stadium in Bhubaneswar. Qualifiziert sind jeweils die ersten Drei der Semifinale und der in der Weltrangliste besser positionierte Vierte.
| Zeitraum               | Ort                 | Teilnehmer (Weltranglistenplatzierung) |
| ---------------------- | ------------------- | --- |
| 1. – 10. Dezember 2017 | Bhubaneswar, Indien | 1. Australien (1), 2. Argentinien (2), 3. Indien (6), 4. Deutschland (4), 5. Belgien (5), 6. Spanien (9), 7. Niederlande (3), 8. England (7) |